# Henryk Szaro
Henryk Szaro, pseudonimo di Henoch Szapiro (Varsavia, 21 ottobre 1900 – Varsavia, 8 giugno 1942), è stato un regista e sceneggiatore polacco.

## Biografia
Nativo di Varsavia, Szaro trascorre la sua giovinezza in Russia. Dopo aver ottenuto il diploma liceale a Saratov, intraprende gli studi di ingegneria e comunicazione a Pietrogrado, interrompendoli però per occuparsi di teatro (Szaro affermerà tuttavia più avanti di aver studiato a Mosca con Vsevolod Mejerchol'd). Egli inizia la carriera di attore all'inizio degli anni Venti dapprima a Pietrogrado, poi a Berlino dove si inserisce nella compagnia cabarettistica di emigranti russi, L'Oiseau Bleue. Durante un tour in Polonia, Szaro decide di stabilirsi nel proprio paese natale e diviene direttore artistico del teatro Stańczyk.

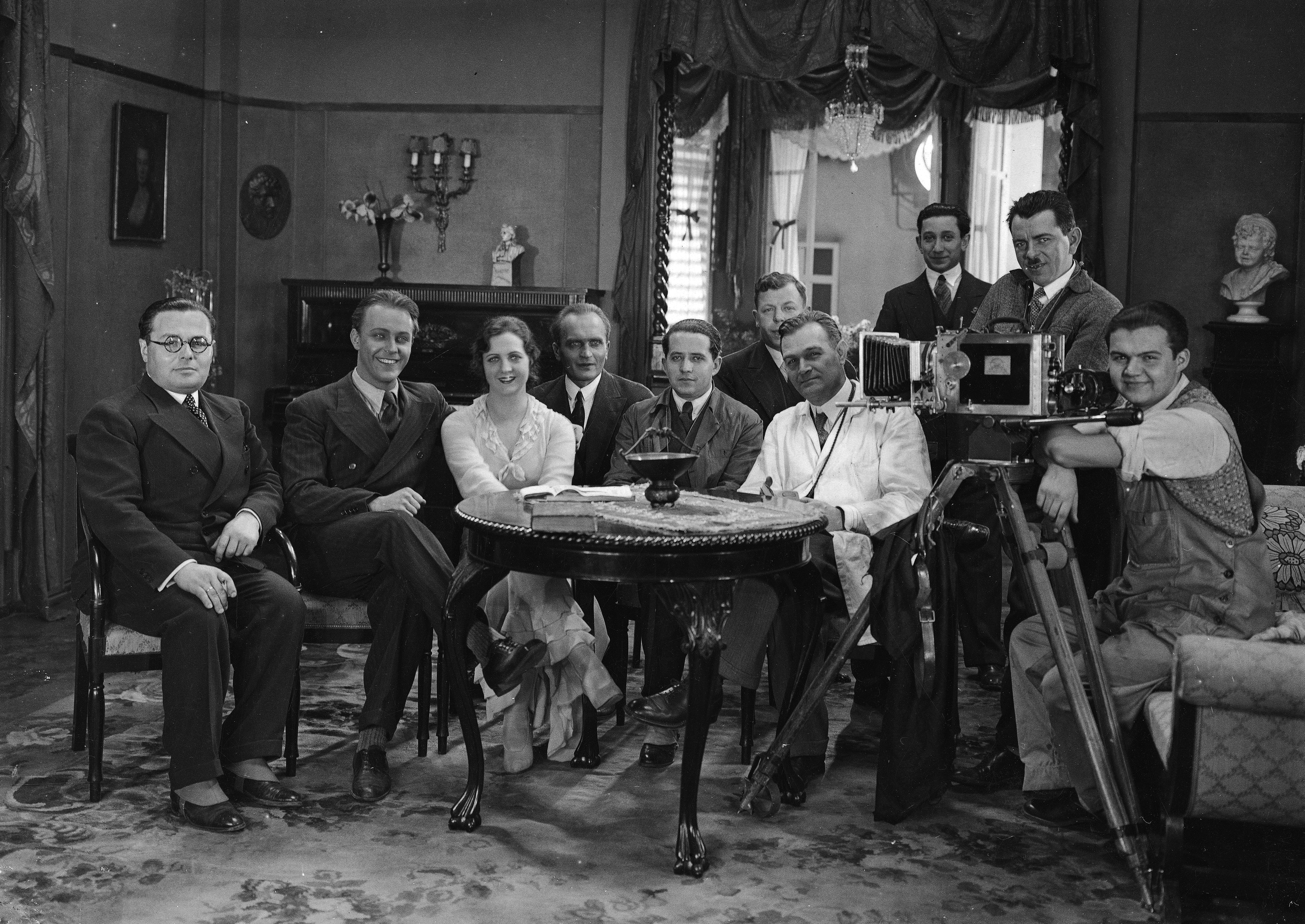
La troupe e il cast del film Rok 1914: Szaro è il quinto da sinistra

Nel 1925 realizza i suoi primi due film: la commedia farsesca Rywale e Jeden z 36, dramma yiddish a carattere metafisico, che danno inizio alla sua carriera cinematografica. Il suo film ritenuto migliore, basato sul romanzo di Stanisław Przybyszewski, è Mocny człowiek, del 1929, ben accolto dalla critica polacca e internazionale. Szaro trascorre i primi nni della seconda guerra mondiale a Vilnius. Dopo l'attacco del Terzo Reich all'URSS ritorna a Varsavia e si stabilisce nel ghetto, dove viene assassinato dai nazisti l'8 giugno del 1942.

## Filmografia

### Regista
- Rywale (1925)
- Jeden z 36 (1925)
- Czerwony błazen, anche sceneggiatore (1926)
- Zew morza  (1927)
- Dzikuska, anche sceneggiatore (1928)
- Przedwiośnie (1928)
- Mocny człowiek, anche sceneggiatore e montatore (1929)
- Verso la Siberia (Na Sybir) , anche sceneggiatore (1930)
- Rok 1914, anche sceneggiatore (1932)
- Dzieje grzechu  (1933)
- Pan Twardowski  (1936)
- Ordynat Michorowski  (1937)
- Ślubowanie  (1937)
- Tkies khaf  (1937)
- Trójka hultajska  (1937)
- Kłamstwo Krystyny, anche sceneggiatore e dialoghista (1939)
- Szalona Janka (non realizzato[3]) (1939)